# Amalga (Utah)
Amalga é uma cidade  localizada no estado norte-americano de Utah, no Condado de Cache.

## Demografia
Segundo o censo norte-americano de 2000, a sua população era de 427 habitantes. 
Em 2006, foi estimada uma população de 375, um decréscimo de 52 (-12.2%).

## Geografia
De acordo com o United States Census Bureau tem uma área de 
9,1 km², dos quais 8,7 km² cobertos por terra e 0,4 km² cobertos por água.

## Localidades na vizinhança
O diagrama seguinte representa as localidades num raio de 12 km ao redor de Amalga. 